# Robert Farmer
Robert Farmer (* 21. März 1991 in Nottingham, England) ist ein britischer Eishockeyspieler, der seit 2021 bei den Whitley Warriors in der National Ice Hockey League unter Vertrag steht.

## Karriere
Robert Farmer begann seine Karriere als Eishockeyspieler 2002 bei den Nottingham Cougars, einem Jugendteam aus seiner Heimatstadt. Mit 14 Jahren wechselte er nach Sheffield, wo er in verschiedenen Nachwuchsmannschaften spielte. Bereits in der Spielzeit 2005/06 gab der Stürmer aber auch seine Visitenkarte im Seniorenbereich ab, als er sowohl für die Sheffield Scimitars in der drittklassigen English Premier Ice Hockey League als auch für die Sheffield Spartans in der unterklassigen English National League antrat. 2009 wurde er mit den Sheffield Steelhawks englischer U18-Meister.
Sein Debüt in der Elite Ice Hockey League, der höchsten britischen Spielklasse, gab er in der Spielzeit 2009/10 bei den Sheffield Steelers, die in den beiden Vorjahren die Britischer Meister geworden waren. Mit dem Team aus Yorkshire belegte er beim IIHF Continental Cup 2009/10 hinter dem EC Red Bull Salzburg und dem HK Junost Minsk den dritten Platz. Nachdem er 2010 im CHL Import Draft von den Ottawa 67’s in der 1. Runde als insgesamt 44. Spieler gezogen wurde, wechselte er zu dem Team aus der kanadischen Hauptstadt in die Ontario Hockey League. Bei den Kanadiern konnte er sich jedoch nicht durchsetzen und kam lediglich zu einem einzigen Einsatz, weshalb er noch in derselben Saison zurück in die Elite Ice Hockey League ging und einen Vertrag bei den Coventry Blaze unterschrieb. Dort kam er in zwei Jahren auf insgesamt 114 Spiele, in denen er 40 Tore erzielte. Nachdem er 2012 zum besten jungen britischen Spieler des Jahres gewählt worden war, wechselte er ins schottische Renfrewshire zu den Braehead Clan. Aber bereits ein Jahr später ging er nach Nordamerika zurück, wo er in Anchorage einen Vertrag bei den Alaska Aces aus der ECHL unterzeichnete. Doch bereits nach vier Spielen verließ er die Aces wieder und kehrte in seine Geburtsstadt Nottingham zurück, wo er seither bei den dortigen Panther in der EIHL spielt, mit denen er 2014 und 2016 den EIHL Challenge Cup sowie 2016 die EIHL-Playoffs gewann. 2015 wurde er zum besten Stürmer der EIHL gewählt. 2017 gewann er mit den Panthers den Continental Cup.
Nach sechs Jahren bei den Panthers verließ Farmer sein Heimatland und unterschrieb einen Vertrag bei den Lausitzer Füchsen aus der DEL2, wo er auf seinen ehemaligen Klub- und Nationaltrainer Corey Neilson traf. Im Dezember 2020 verließ er den Verein. Seit 2021 spielt er für die Whitley Warriors in der National Ice Hockey League.

### International
Für Großbritannien nahm Farmer im Juniorenbereich an der Division II der U18-Junioren-Weltmeisterschaft 2009, der Division II der U20-Junioren-Weltmeisterschaften 2009 und 2010 sowie der Division I der U-20-Junioren-Weltmeisterschaft 2011 teil.
Im Seniorenbereich stand er im Aufgebot seines Landes bei den Weltmeisterschaften der Division I 2012, 2013, als er zum besten Spieler seiner Mannschaft gewählt wurde, 2014, 2015, 2016, 2017 und 2018. Dabei konnten auch seine beiden Tore in den Spielen gegen Italien und Japan bei der WM 2013 den Abstieg in die Gruppe B der Division I nicht verhindern. 2018 hingegen erzielte Farmer 15 Sekunden vor Ende des dritten Drittels den 2:2-Ausgleich gegen Ungarn, der 24 Jahre nach dem Abstieg 1994 die Rückkehr der Briten in die höchste Stufe der Weltmeisterschaften sicherstellte. Dort spielte er dann bei der Weltmeisterschaft 2019.
Zudem stand er für seine Farben bei den Qualifikationsturnieren für die Olympischen Winterspiele 2014 und 2022 auf dem Eis. Im Vorfeld der 2014er Spiele konnte die erste Qualifikationsrunde im November 2012 im japanischen Nikkō durch einen 2:1-Erfolg gegen die japanische Mannschaft gewonnen werden. In der zweiten Runde, die im Februar 2013 im lettischen Riga ausgetragen wurde, mussten die Briten um Farmer jedoch Lehrgeld zahlen und verloren alle drei Spiele.

## Erfolge und Auszeichnungen
- 2009 Englischer U18-Meister mit den Sheffield Steelhawks
- 2010 Dritter Platz beim IIHF Continental Cup 2009/10 mit den Sheffield Steelers
- 2012 Young British Player of the Year
- 2014 EIHL-Challenge-Cup-Champion mit den Nottingham Panthers
- 2015 Bester Stürmer der Elite Ice Hockey League
- 2016 Playoff-Meister und Sieger des Challenge Cups der Elite Ice Hockey League mit den Nottingham Panthers
- 2017 IIHF-Continental-Cup-Gewinn mit den Nottingham Panthers

### International
- 2009 Aufstieg in die Division I bei der U18-Junioren-Weltmeisterschaft der Division II, Gruppe B
- 2010 Aufstieg in die Division I bei der U20-Junioren-Weltmeisterschaft der Division II, Gruppe A
- 2017 Aufstieg in die Division I, Gruppe A bei der Weltmeisterschaft der Division I, Gruppe B
- 2018 Aufstieg in die Top-Division bei der Weltmeisterschaft der Division I, Gruppe A

## Statistik
(Stand: Ende der Saison 2020/21)